# 三兄弟の地下墓
三兄弟の地下墓（さんきょうだいのちかぼ、英: Hypogeum of the Three Brothers）は、シリアのパルミラにある古代のネクロポリス（墓地）のうち西南墓地に位置する地下墳墓（ヒュポゲウム、Hypogeum）の1つである。かつての湧水地「エフカの泉」の南およそ800メートルにあり、壁画の装飾がある地下墓として知られるが、2015-2016年にISIL (IS) の拠点として使用された際、墓室内ともに被害を受けた。

## 構造
地上から地下の入口へと通じる階段があり、地下墓の入口は切石により築かれている。地下入口の繰形（刳形）装飾のある大きな扉は、高さ4.8メートル、幅1.6メートルの一枚岩により構築されたもので、その上にランプが置かれていた。

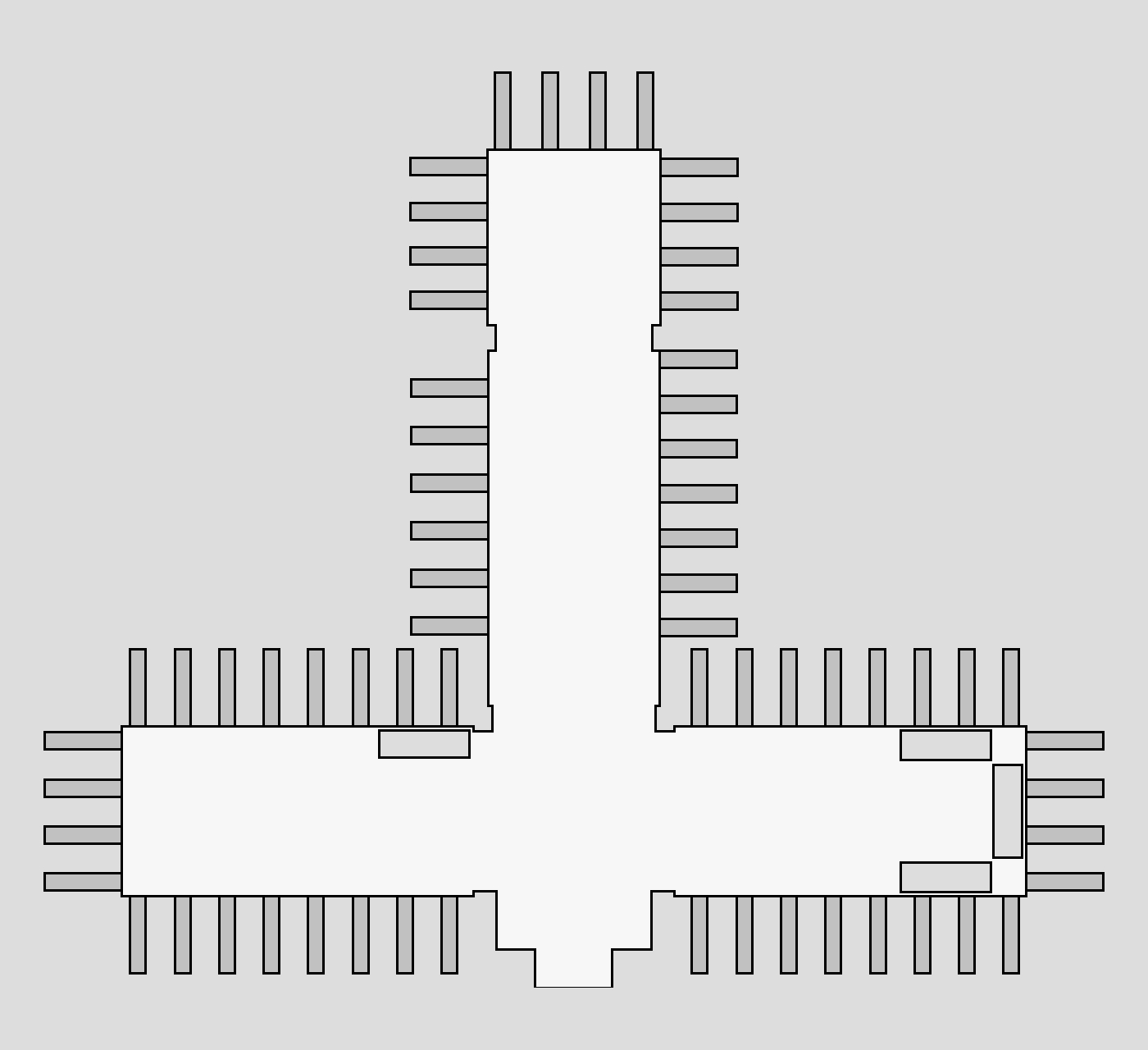
三兄弟の地下墓の概略図

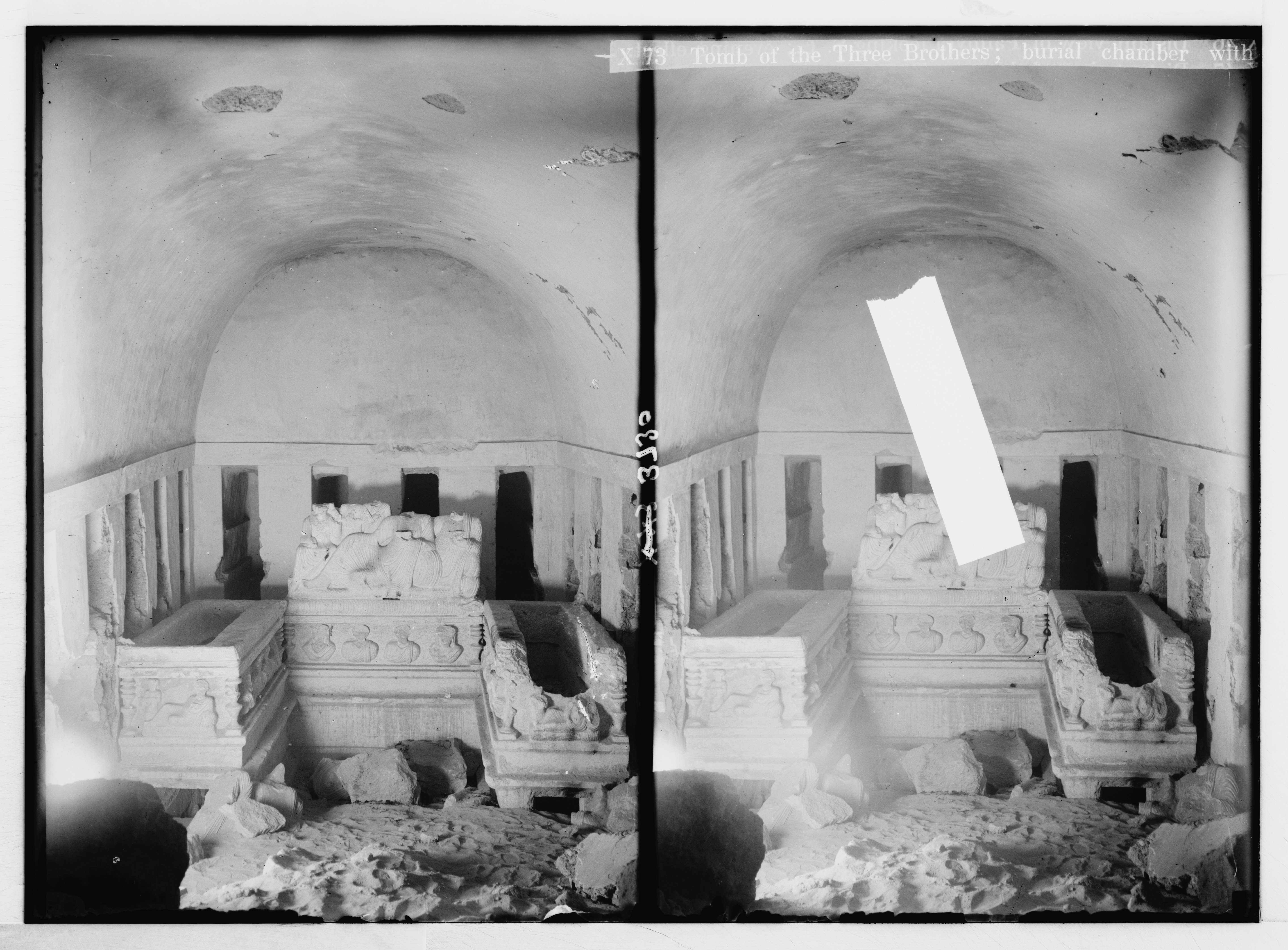
右手側室の正面奥（1920-1933年）

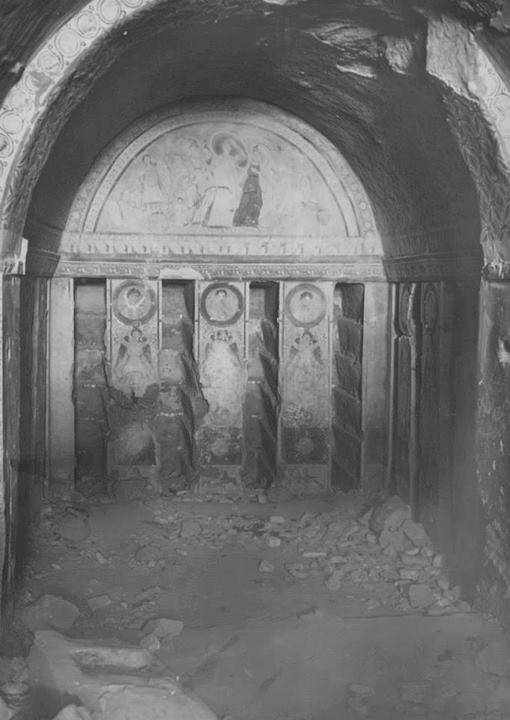
中央奥の墓室のフレスコの装飾（1930年代）

墓室の床面は地下7.5メートルにあり、逆T字形に、入口から墓室の広間が3方向に延びている。入口より左手方向に幅4.16メートル、奥行8.5メートルの側室、右手方向にもほぼ同じ規模の側室があり、正面方向にこれら側室とほぼ同等の墓室広間が続いており、その奥に幅4.5メートル、奥行4.65メートルの広間があり、その空間に壁画装飾が施されていた。
納体室（ロクルス、loculus）となる壁面の各列は、左手の側室と右手の側室がともに20列（両側各8列、奥4列）、中央の13列（左側6列、右側7列）と奥の広間12列（三方各4列）で25列、合わせて65列があり、各列とも納体室は6段に仕切られることから、総計390体（65列×6）が周壁面の納体室に収容可能であった。また、左手側室に1つの石棺が手前右側にあり、右手側室に3つの石棺が奥の三方にコの字形に備えられていた。しかし、納体室はパルミラの壊滅までまったく使用されなかった部分も残されていた。

### 壁画
少し後の年代に構築された奥の広間を仕切る壁柱と迫持（せりもち）アーチには、子を抱く女性の立像や唐草模様が描かれる。
奥の広間の天井は、煉瓦による迫持アーチ（筒型ヴォールト）となり、天井全体に漆喰が施され、青い六角形のなかに金色の装飾のある意匠を白帯と褐色の線で縁取った幾何学模様により覆われ、天井の中央にある円形の枠内には、ギリシア神話のゼウスの使いの鷲にガニュメデスがさらわれる構図が認められる。
奥の正面上部の半円形となる壁面には、スキロス島で女装したアキレウスが、王リュコメデスの娘に混じって囲まれている場面が描かれる。これらの人物像はヘレニズム様式のように見られるももの、ペルシア（パルティア）の様式（パルティア美術）のように正面に向き並ぶように描かれている。
奥の壁柱（付柱）9本（三方各3本）には、それぞれ描画上部の円形内の4つに女性、5つに男性の胸像が描かれており、左側には、傍らに子の肖像を描いたものも見られる。それらの死者の肖像の下に有翼の勝利の女神ニケが肖像を掲げて天空の球上に立ち、その下段に幾何学模様と鳥が同様に描かれる。これらフレスコ画の作成年代は160-191年とされる。

## 年代

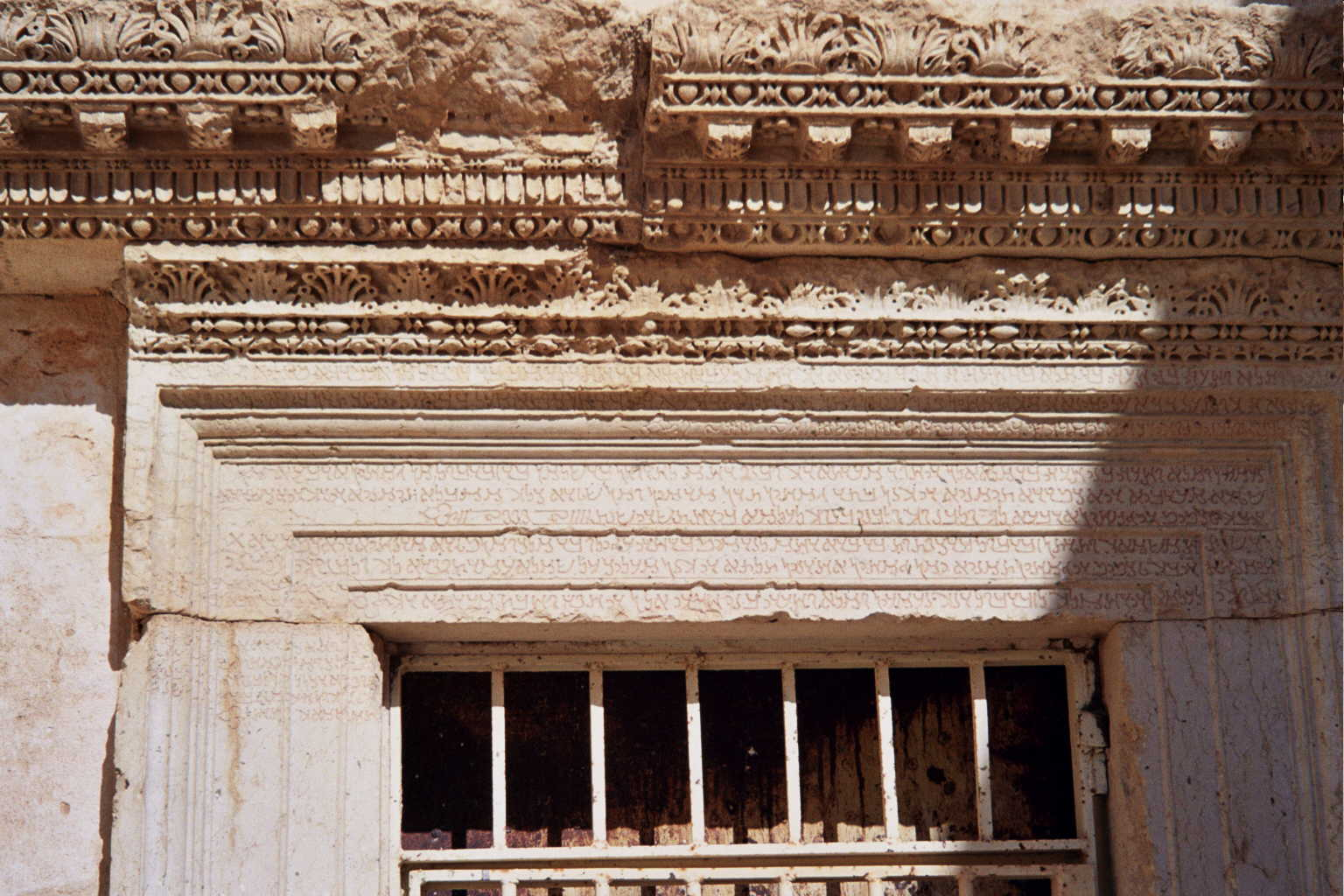
地下墓入口の繰形装飾の下の上枠に刻まれたパルミラ語碑文

地下墓の入口に装飾された水平部材（長押）の下の上枠に、5つのパルミラ語（パルミラ文字）碑文が刻まれている。ここにある最古の碑文は西暦160年のものであり、「マレーの息子のサエディーの息子たち、ナマイーン (Naʿmʿain, Naamain) とマレー (Male) とサエディー (Ṣaʿedi, Saadi) 」の3人の兄弟がこの地下墓を掘削して建立し、160年10月に左手側室の入って右側の4列の納体室と、同じく左手側室の奥の4列すべてをハッドゥダーン (Ḥaddudan) に譲渡・売却したと記される。建立の年代は明確ではないが、左手の側室で発見されたマレーを葬った碑文に、西暦142-143年にあたる年代が記されることから、その時代には建造されていたといわれる。
入口の碑文によれば、160年10月の売却に次いで、同年11月に右手側室の納体室20列すべてと中央の広間の4列を解放奴隷アブドサヤラ (ʿAbdṣayara) に売却し、また、同じ頃に左手側室の左側の8列すべてと中央の広間の左側の3列をザブディボール (Zabdibol) に売却している。次にザブディボールは、191年5月にそれらを解放奴隷ナルカイオス (Narkaios) に譲渡し、同年7月にナルカイオスは左手の側室4列と中央の広間の2列をユダヤ人のシメオン (Simeon) に転売している。その後、241年9月には、建立者の3兄弟の一人サエディーの孫娘で相続人の女性バトマルコー (Batmarko) が右手側室4列をマレーに譲渡したとされる。これら譲渡・売買などの記述から、共同墓地であるこの地下墓は、分譲・売却を目的に築造され、利益を得るために転売されたものといわれる。埋葬の年代は259年まで認められている。

## 歴程
| 三兄弟の地下墓の入口左: 1920年の堆積物に塞がれた入口右: 1988年当時の地下入口   |  | 三兄弟の地下墓の入口左: 1920年の堆積物に塞がれた入口右: 1988年当時の地下入口 |
| 三兄弟の地下墓の入口 左: 1920年の堆積物に塞がれた入口 右: 1988年当時の地下入口 |  |                                                                              |

三兄弟の地下墓は、1895年にムンタル山 (Jebel Muntar 〈Ra's al Muntar〉) の麓より発見された。周辺からはおよそ10基の地下墓が認められている。独立後、三兄弟の地下墓は1947年にシリア考古局によって修復されたが、古くからすでに盗掘されており、彫像の頭部などが奪われていた。その後、1980年に世界遺産として登録された「パルミラの遺跡」の構成要素の1つとされた。
2004-2009年には、壁画の状態を評価するための分析調査が、シリア文化財博物館総局 (DGAM) によってなされている。しかし、2015-2016年にパルミラを占拠したISIL (IS) の軍事基地として使用された際、墓室内には兵士が居留可能なようにキッチンや寝床が作られ、ブロック壁が仕切りに増築されて、さらにパルミラの地下墓唯一である壁画も、塗料のような白い物質によって塗り潰されていた。